# Bromelia
Bromelia és un gènere tropical americà de plantes de la família Bromeliaceae, encara que comunament es diu amb el mateix nom a plantes d'altres gèneres de la mateixa família. Les seves flors tenen un calze molt profund. El gènere va ser definit pel botànic suec Olof Bromelius. La fibra que s'obté de B. serra i B. hieronymi (chaguar), és una de les bases de l'economia dels Wichí del Gran Chaco (Argentina).

## Espècies seleccionades
- Bromelia agavifolia Brongniart ex Houllet
- Bromelia alsodes H. St. John
- Bromelia alta L.B. Smith
- Bromelia antiacantha Bertoloni
- Bromelia arenaria Ule
- Bromelia arubaiensis P.L. Ibisch & R. Vásquez
- Bromelia auriculata L.B. Smith
- Bromelia balansae Mez
- Bromelia binotii E. Morren ex Mez
- Bromelia braunii Leme & E. Esteves
- Bromelia chrysantha Jacquin
- Bromelia eitenorum L.B. Smith
- Bromelia epiphytica L.B. Smith
- Bromelia estevesii Leme
- Bromelia exigua Mez
- Bromelia flemingii I. Ramírez & Carnevali
- Bromelia fosteriana L.B. Smith
- Bromelia fragilis L.B. Smith
- Bromelia glaziovii Mez
- Bromelia goeldiana L.B. Smith
- Bromelia goyazensis Mez
- Bromelia grandiflora Mez
- Bromelia granvillei L.B. Smith & Gouda
- Bromelia gurkeniana E. Pereira & Moutinho 
  - var. funchiana E. Pereira & Leme
- Bromelia hemisphaerica Lamarck
- Bromelia hieronymii Mez
- Bromelia horstii Rauh
- Bromelia humilis Jacquin
- Bromelia ignaciana R. Vásquez & P.L. Ibisch
- Bromelia interior L.B. Smith
- Bromelia irwinii L.B. Smith
- Bromelia karatas Linnaeus
- Bromelia laciniosa Martius ex Schultes f.
- Bromelia lagopus Mez
- Bromelia legrellae (E. Morren) Mez
- Bromelia lindevaldae Leme & E. Esteves
- Bromelia macedoi L.B. Smith
- Bromelia minima Leme & E. Esteves
- Bromelia morreniana (Regel) Mez
- Bromelia niduspuellae (André) André ex Mez
- Bromelia oliveirae L.B. Smith
- Bromelia palmeri Mez
- Bromelia pinguin Linnaeus
- Bromelia poeppigii Mez
- Bromelia redoutei (Baker) L.B. Smith
- Bromelia regnellii Mez
- Bromelia reversacantha Mez
- Bromelia rondoniana L.B. Smith
- Bromelia scarlatina (hortus ex Hérincq) E. Morren
- Bromelia serra Grisebach
- Bromelia superba Mez
- Bromelia sylvicola S. Moore
- Bromelia tarapotina Ule
- Bromelia trianae Mez
- Bromelia tubulosa L.B. Smith
- Bromelia villosa Mez